# Barnard (krater księżycowy)
Barnard – krater uderzeniowy, który jest zlokalizowany obok wschodniej krawędzi widocznej tarczy Księżyca. Północno-zachodnia ściana bezpośrednio przylega do dużego krateru Humboldt, na południe leży krater Abel, a na północnym wschodzie krater Curie, tuż obok Mare Australe.
Formacja została zmieniona i zniekształcona przez późniejsze uderzenia meteorytów. Wnętrze jest nieregularne, z uszkodzonym południowo-zachodnim brzegiem i posiada urwistą krawędź szczególnie w południowej połowie. W środku krateru znajdują się inne, bardzo małe kratery.

## Satelickie kratery
| Barnard | Szerokość | Długość | Średnica |
| ------- | --------- | ------- | -------- |
| A       | 31,8° S   | 84,5° E | 13 km    |
| D       | 31,4° S   | 89,3° E | 47 km    |